# 토요타 4러너
토요타 4러너(Toyota 4Runner)는 일본의 토요타 자동차를 통해 생산, 판매 중인 준대형 스포츠 유틸리티 자동차이다. 일본에서는 첫 출시부터 4세대까지 하이럭스 서프(Hilux Surf)라는 이름으로 팔렸었다. 일본의 아이치 현 다하라 시에 생산되고 있다. 제일 첫 4러너는 컴팩트 SUV로 시작을 했으며, 후에 중형 SUV가 되었다. 

## 전신: 토요타 트랙커 (1981-1983)
하이럭스를 기반으로 지붕을 덮고 화물 칸 내부를 다듬은 프로토타입 모델이 4러너의 원조이다. 1981년에 미국의 캠핑카 회사인 위너베이고 인더스트리와 제휴해 출시되었고, 1983년까지 판매되었다. 4륜구동뿐만 아니라 후륜구동도 제공되었다.

### 1세대 (N60; 1984-1989)

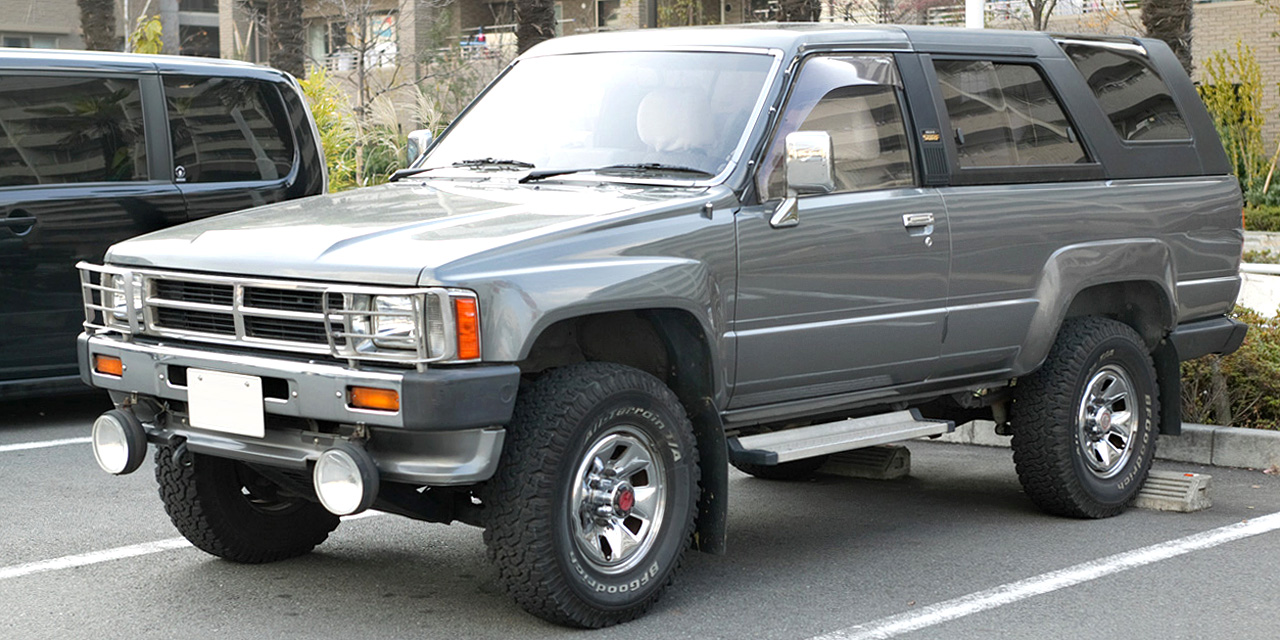
토요타 4러너 정측면

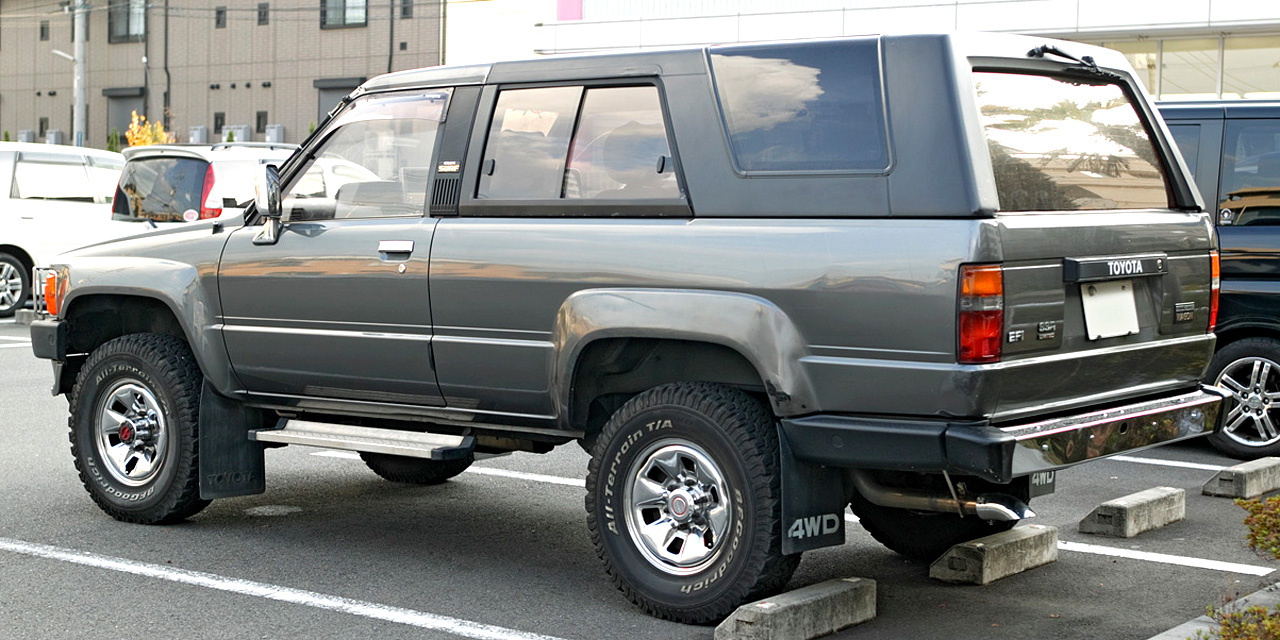
토요타 4러너 후측면

1983년 10월에 기존 모델이었던 트랙커를 대체하는 차종으로 미국에서 먼저 출시되었다. 출시 당시에는 직렬 4기통 2.0L의 3Y형 가솔린 엔진, 직렬 4기통 2.4L의 2L형 디젤 엔진이 각각 장착되었다. 변속기는 수동 5단만 있었다. 차체 하부는 철제가 사용됐지만, FRP제 탈착식 지붕은 여전히 그대로 뒀다. 뒷부분에는 전복을 대비하기 위해 롤바가 장착되었다. 이 차종에 장착된 탈착식 지붕을 빼면 컨버터블에 가까운 느낌을 경험할 수 있어 레저용으로는 적합했다. 경쟁 차종이었던 포드 브롱코와 쉐보레 K5 블레이저의 영감을 얻었으며, 서스펜션은 하이럭스 4WD 모델과 동일한 리지드 방식을 채용하였다. 또한 주차 브레이크는 스틱식을 채용하였다. 지상고가 낮아서 오프로드 분위기는 높아졌지만 조종 안정성과 승차감은 매우 나쁘다는 단점이 있다.
1984년 5월에 일본에서도 판매가 개시되었으며, 그 해 11월에는 2L-T형 터보 디젤 엔진이 추가되었다. 1985년 8월에 온로드에서의 주행 성능을 개선하기 위해 서스펜션이 더블 위시본과 토션 바를 조합한 형태로 교체되었다. 1986년 8월에 부분 변경을 거쳤고, 4단 자동변속기와 2.4L 22R-TE형 I4 터보 가솔린 엔진이 추가되었다. 1988년에는 2.4L 22R-TE형 I4 터보 가솔린 엔진 모델이 단종되었고, 3.0L 3VZ-E형 V6 가솔린 엔진이 추가되었다.

### 2세대 (N120/N130; 1989-1995)

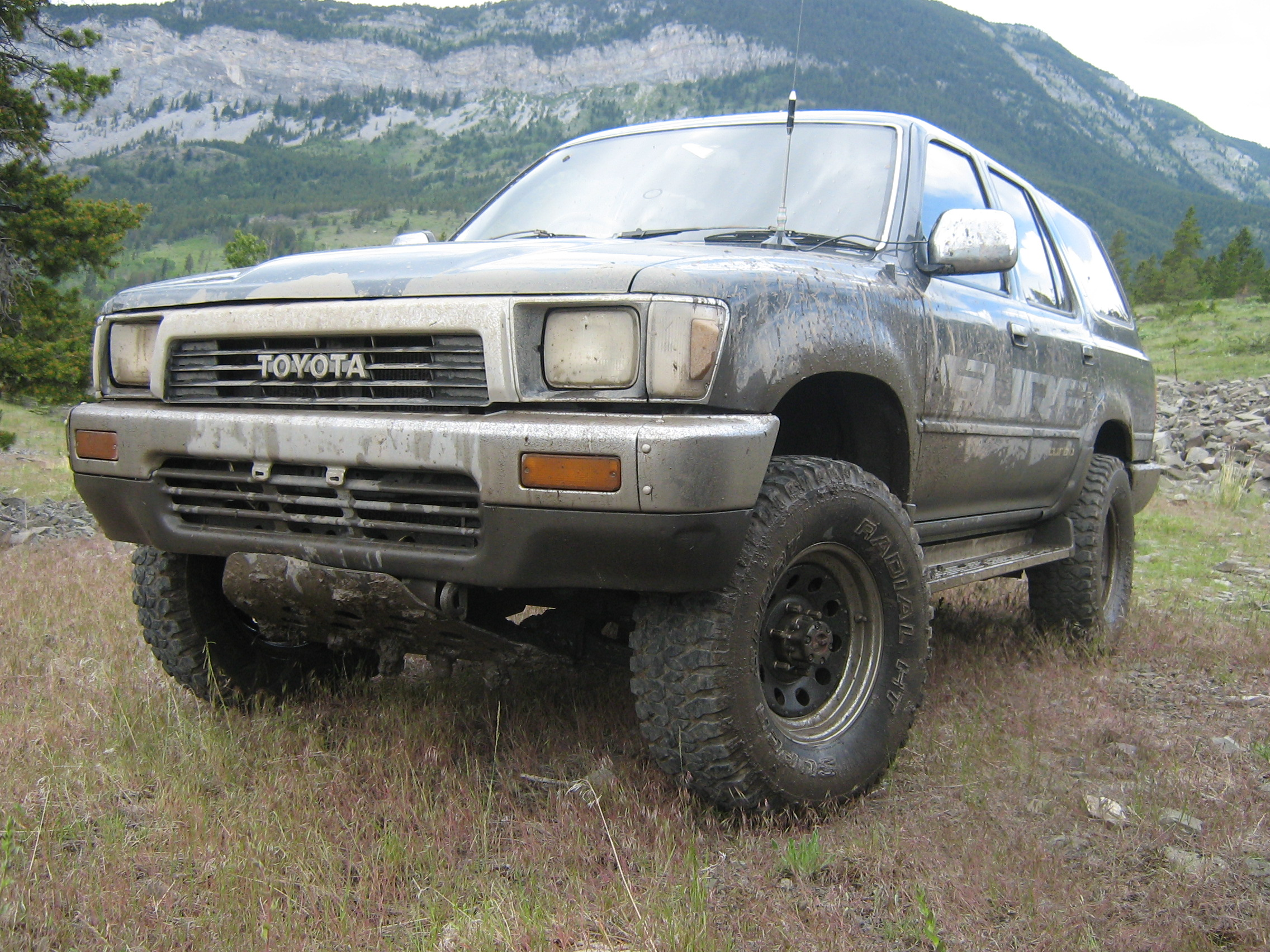
토요타 4러너(전기형 5도어) 정측면

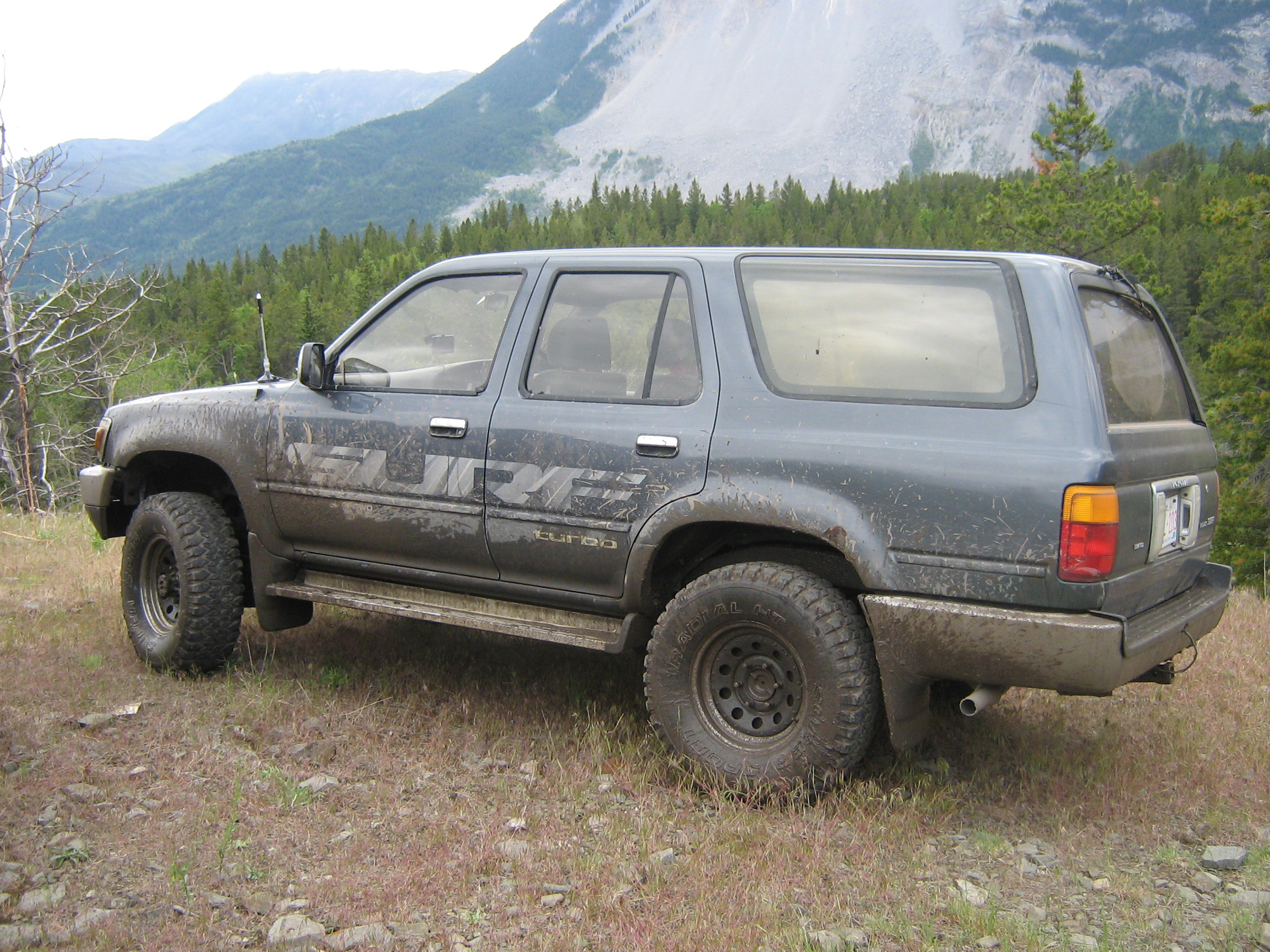
토요타 4러너(전기형 5도어) 후측면

1989년 5월에 출시되었다. 3도어만 있었던 1세대와는 달리, 역대 4러너 중 최초로 5도어도 선보였다. 또한 지붕의 경우 탈착식에서 일반적인 형태로 바뀌었다.

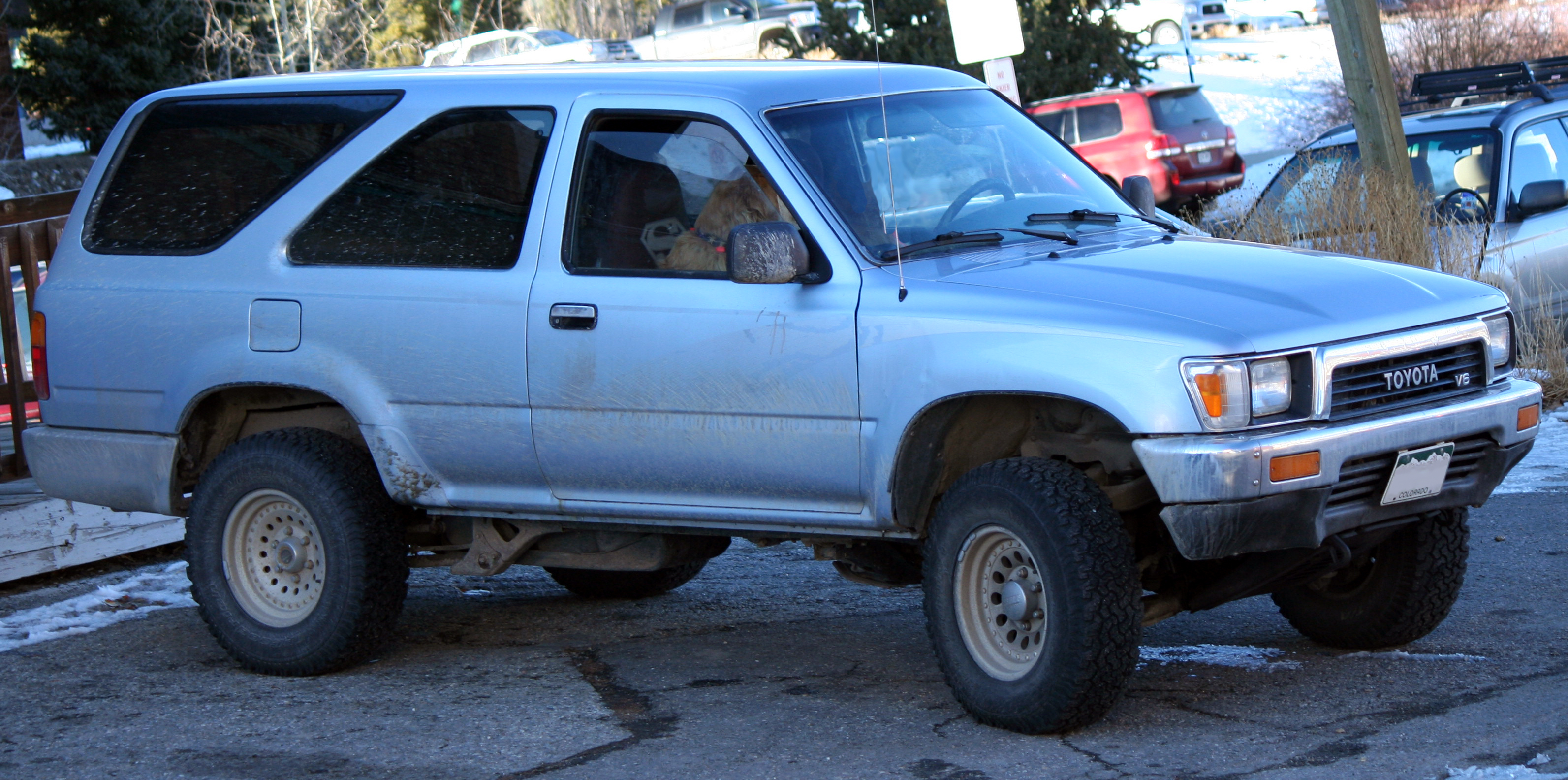
토요타 4러너(전기형 3도어) 정측면
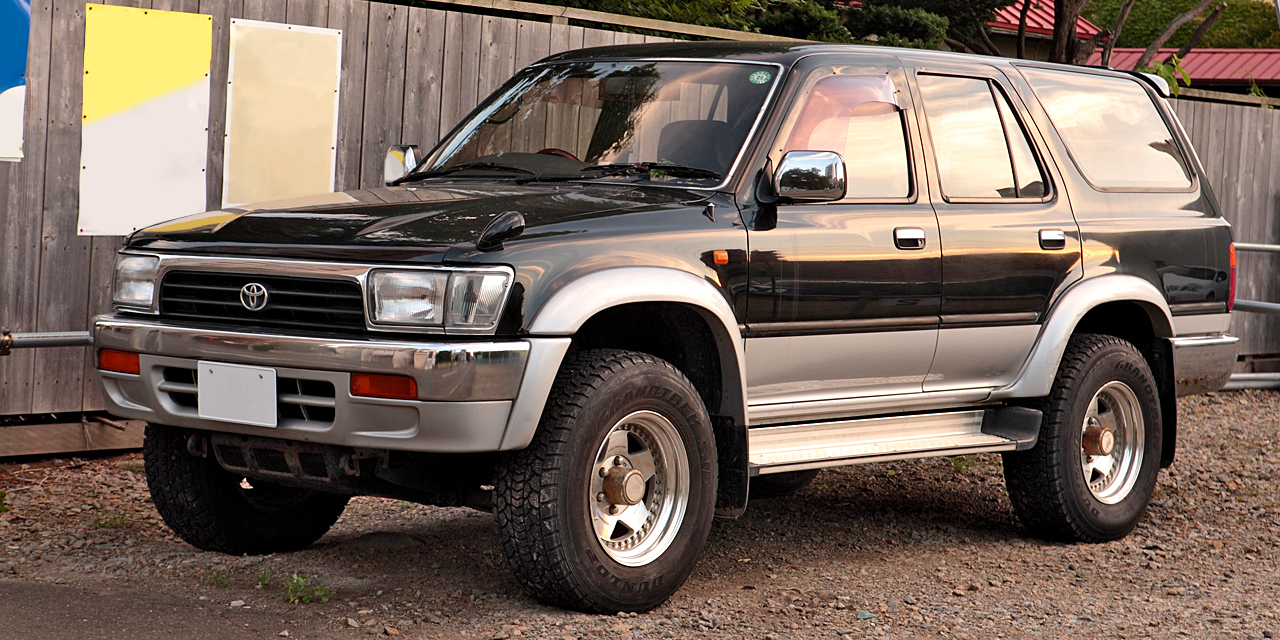
토요타 4러너(후기형 5도어) 정측면
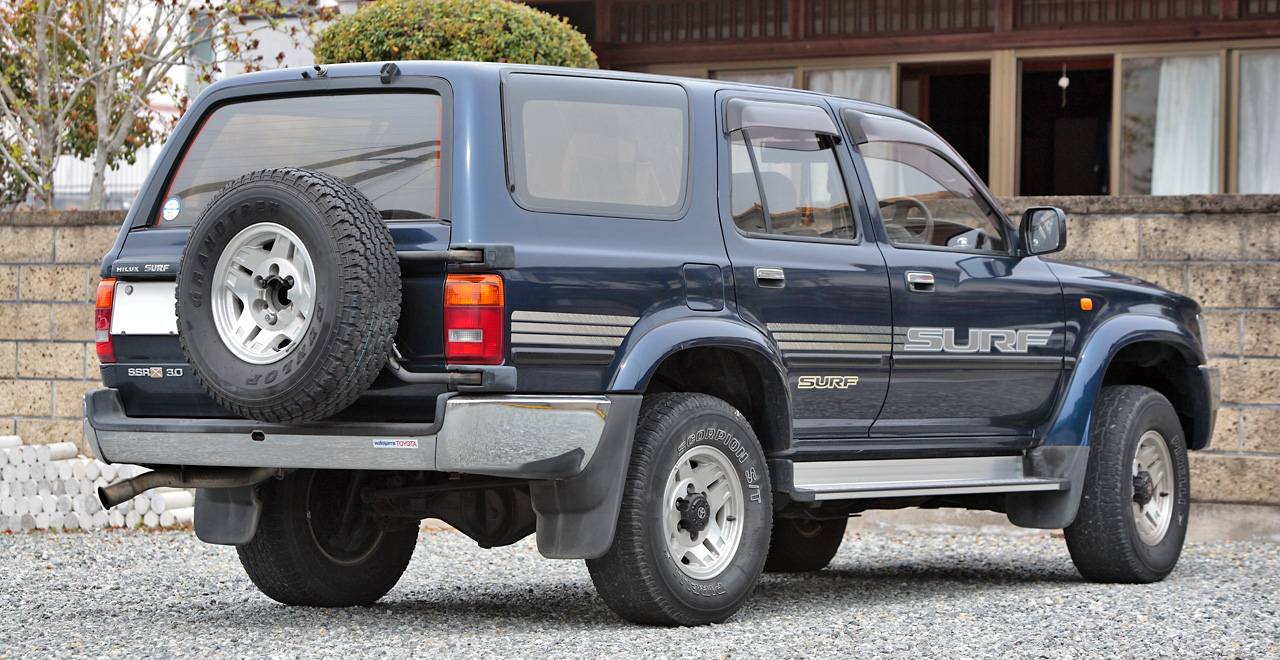
토요타 4러너(후기형 5도어) 후측면

### 4세대 (N210; 2003-2009)
2002년 8월에 생산을 시작하였으며 2003년 연식 모델로 처음 출시되었다. 차급은 중형 SUV로써, 오프로딩에 초점을 둔 준럭셔리 SUV로 마케팅이 되었다. 트림은 SR5, Sport Edition과 Limited로 3단계로 출시되었다. 엔진은 4.0리터 6기통 1GR-FE 가솔린 엔진으로써 출력은 245 hp (183 kW)과 282 lb⋅ft (382 N⋅m)이다. 처음으로 8기통 가솔린 엔진도 옵션으로 출시되었으며 ULEV검증을 받은 이 엔진은 2UZ-FE 4.7리터 8기통 엔진으로, 출력은 235 hp (175 kW)과 320 lb⋅ft (434 N⋅m)이다. 2004년에는, 2005년식 모델로 VVT-i 가변타이밍이 추가되었으며 출력을 268 hp (200 kW)과 315 lb⋅ft (427 N⋅m)으로 향상시켰다. 